# Dobârlău
Dobârlău (Hongaars: Dobolló) is een Roemeense gemeente in het district Covasna.
Dobârlău telt 2243 inwoners. De gemeente bestaat uit de dorpen Dobârlău, Lunca Mărcușului, Mărcuș en Valea Dobârlăului. 
De gemeente ligt op de taalgrens, ten noorden begint het Hongaarstalige Szeklerland, het is een van de zeven gemeenten in Covasna met een Roemeense meerderheid.